# 七溪黄耆
七溪黄耆（学名：Astragalus heptapotamicus）是豆科黄芪属的植物。分布于天山中部、乌拉尔、哈萨克斯坦、准噶尔以及中国大陆的新疆等地，生长于海拔1,800米至2,800米的地区，多生在高山草甸、林缘或石坡，目前尚未由人工引种栽培。

## 别名
七叶黄耆（植物研究）